# Andover (Illinois)
Andover – wieś w USA, w stanie Illinois, w hrabstwie Henry.

## Demografia
Liczba mieszkańców w 2000 wynosiła 594, a powierzchnia 2,57 km². W 2023 liczba mieszkańców spadła do 541 osób, a gęstość zaludnienia poniżej 211 osób/km².